# برج آلماتی
برج آلماتی برج مخابراتی است که در شهر آلماتی، کشور قزاقستان قرار دارد. این برج ۳۷۱٫۵ متر ارتفاع دارد.